# Conduto Álvaro Chaves
O Conduto Álvaro Chaves-Goethe é uma grande obra de engenharia que teve início em 2005 e término em 2008, na cidade de Porto Alegre, com a finalidade de reverter o problema crônico de alagamentos, devido à má drenagem da avenida Goethe, rua Álvaro Chaves e regiões próximas, e que se intensificaram com o asfaltamento das ruas, diminuindo a infiltração da água e aumentando o seu escoamento superficial.